# Bourgueil
Pour les articles homonymes, voir Bourgueil (homonymie).
 Bourgueil [buʁɡœj]  est une commune française située dans le département d'Indre-et-Loire en région Centre-Val de Loire.

## Géographie

### Localisation
Bourgueil est située au cœur du parc naturel régional Loire-Anjou-Touraine. La commune est située dans la Touraine angevine, anciennement province d'Anjou.
| Courléon Maine-et-Loire La Breille-les-Pins Maine-et-Loire | Gizeux                | Continvoir |
| Saint-Nicolas-de-Bourgueil                                 | Bourgueil             | Benais     |
| Chouzé-sur-Loire                                           | La Chapelle-sur-Loire | Restigné   |

### Hydrographie

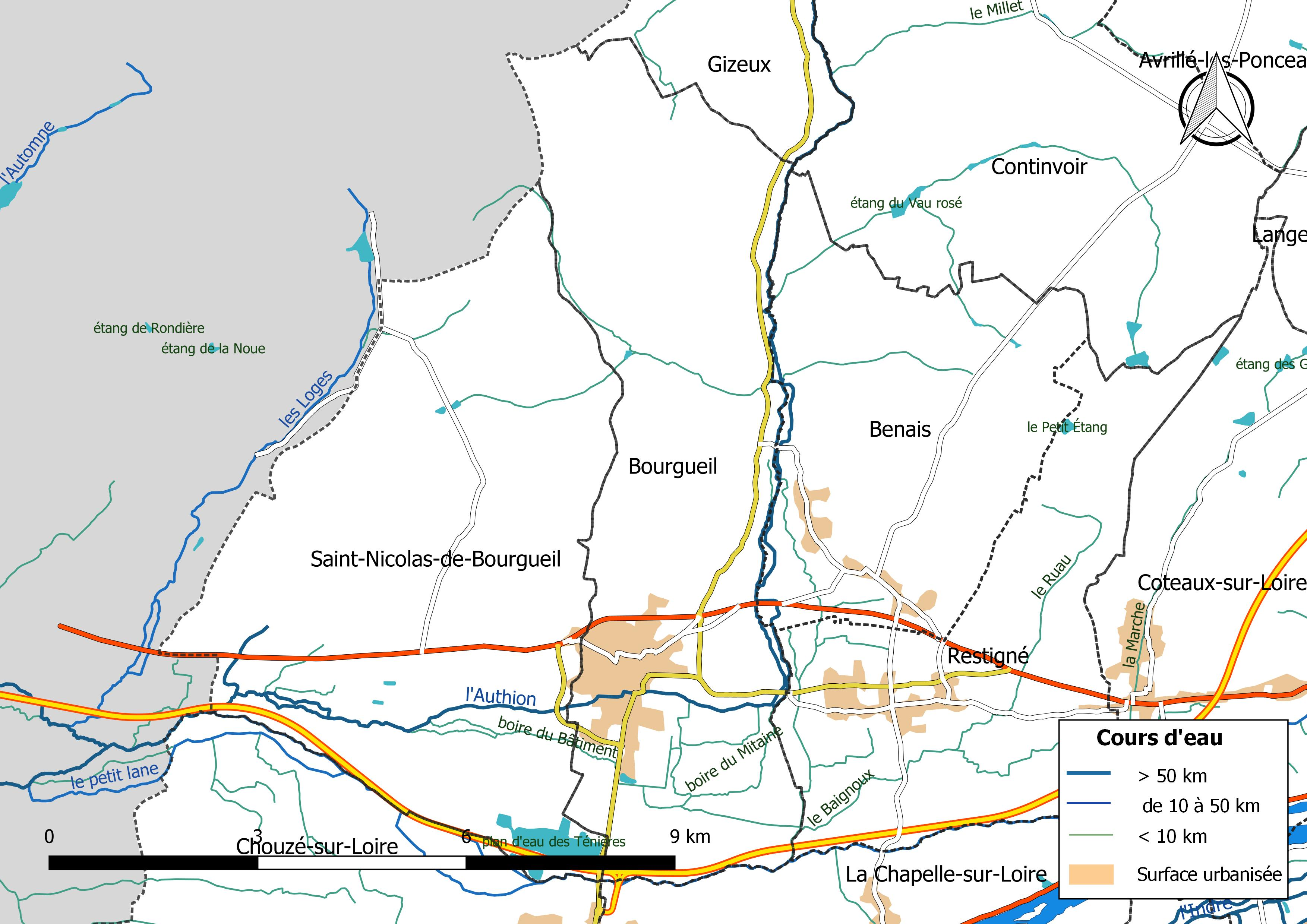
Réseau hydrographique de Bourgueil.

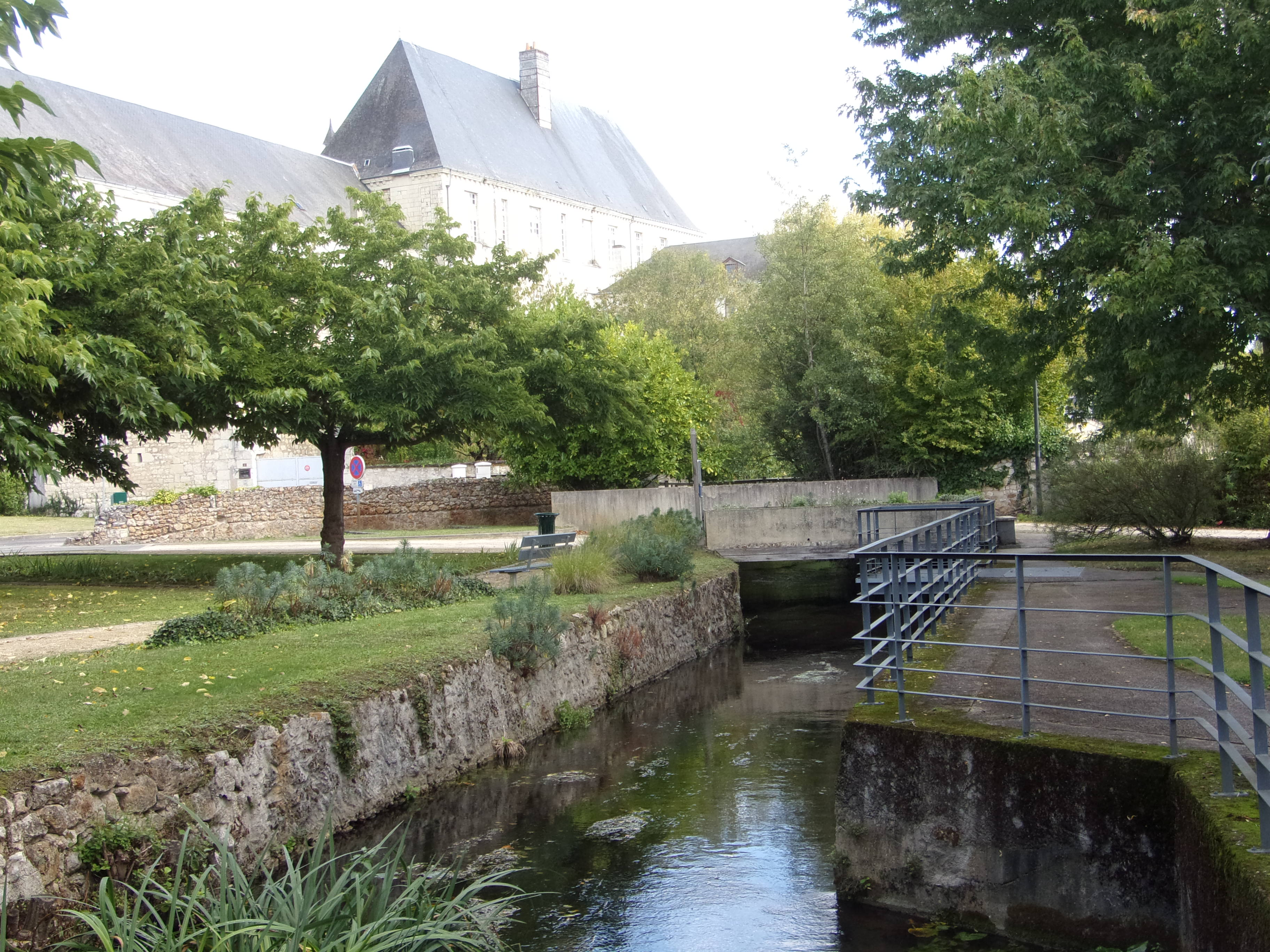
L'Authion, au pied de l'abbaye de Bourgueil.

Le réseau hydrographique communal, d'une longueur totale de 32,57 km, comprend deux cours d'eau notables, l'Authion (10,376 km), dénommé localement « le Changeon », et le Lane (1,402 km), et divers petits cours d'eau dont la boire du Bâtiment (3,984 km), le Baignoux (0,446 km) et la boire du Mitaine (2,566 km),.
L'Authion, d'une longueur totale de 99,8 km, prend sa source à 86 m d'altitude à Hommes, à la fontaine de la Favrie. et se jette  dans la Loire près d'Angers à Sainte-Gemmes-sur-Loire, à 15 m d'altitude, après avoir traversé 29 communes. Sur le plan piscicole, l'Authion est classé en deuxième catégorie piscicole. Le groupe biologique dominant est constitué essentiellement de poissons blancs (cyprinidés) et de carnassiers (brochet, sandre et perche).
Le Lane, d'une longueur totale de 27,8 km, prend sa source dans la commune de Coteaux sur Loire et se jette  dans l'Authion à Varennes-sur-Loire (Maine-et-Loire), après avoir traversé 10 communes.
Sur le plan piscicole, le Lane est également classé en deuxième catégorie piscicole.
Trois zones humides ont été répertoriées sur la commune par la direction départementale des territoires (DDT) et le conseil départemental d'Indre-et-Loire : « la vallée du Ruisseau de Gravot », « la vallée du Changeon du Moulin Foulon au Moulin Boutard » et « la tourbière du Petit Buton »,.

### Climat
Pour des articles plus généraux, voir Climat du Centre-Val de Loire et Climat d'Indre-et-Loire.
En 2010, le climat de la commune est de type climat océanique altéré, selon une étude du CNRS s'appuyant sur une série de données couvrant la période 1971-2000. En 2020, Météo-France publie une typologie des climats de la France métropolitaine dans laquelle la commune est exposée à un climat océanique et est dans la région climatique Moyenne vallée de la Loire, caractérisée par une bonne insolation (1 850 h/an) et un été peu pluvieux.
Pour la période 1971-2000, la température annuelle moyenne est de 11,8 °C, avec une amplitude thermique annuelle de 14,9 °C. Le cumul annuel moyen de précipitations est de 675 mm, avec 11 jours de précipitations en janvier et 6,1 jours en juillet. Pour la période 1991-2020, la température moyenne annuelle observée sur la station météorologique de Météo-France la plus proche, sur la commune de Saint-Nicolas-de-Bourgueil à 3 km à vol d'oiseau, est de 12,5 °C et le cumul annuel moyen de précipitations est de 612,8 mm,. Pour l'avenir, les paramètres climatiques de la commune estimés pour 2050 selon différents scénarios d'émission de gaz à effet de serre sont consultables sur un site dédié publié par Météo-France en novembre 2022.
| Mois                                  | jan.           | fév.          | mars          | avril         | mai           | juin          | jui.          | août          | sep.          | oct.          | nov.          | déc.          | année      |
| ------------------------------------- | -------------- | ------------- | ------------- | ------------- | ------------- | ------------- | ------------- | ------------- | ------------- | ------------- | ------------- | ------------- | ---------- |
| Température minimale moyenne (°C)     | 2,2            | 1,8           | 3,8           | 6             | 9,4           | 12,7          | 13,8          | 13,2          | 10,4          | 8,1           | 5,5           | 2,6           | 7,5        |
| Température moyenne (°C)              | 5,3            | 5,8           | 8,8           | 11,9          | 15            | 18,4          | 20,3          | 19,8          | 16,8          | 13            | 9,1           | 6,1           | 12,5       |
| Température maximale moyenne (°C)     | 8,4            | 9,9           | 13,7          | 17,7          | 20,6          | 24,2          | 26,8          | 26,5          | 23,2          | 18            | 12,8          | 9,5           | 17,6       |
| Record de froid (°C) date du record   | −15,5 07.01.09 | −12 12.02.12  | −5,5 06.03.10 | −2,4 04.04.19 | −0,5 14.05.10 | 2,6 07.06.20  | 6,1 24.07.11  | 4,9 21.08.14  | 0,4 20.09.12  | −3,5 31.10.12 | −5,8 07.11.17 | −9,7 19.12.09 | −15,5 2009 |
| Record de chaleur (°C) date du record | 15,9 25.01.16  | 22,3 27.02.19 | 25,3 31.03.21 | 29,5 20.04.18 | 32,2 28.05.17 | 40,6 29.06.19 | 40,9 25.07.19 | 38,9 07.08.20 | 35,7 14.09.20 | 30,4 03.10.11 | 23,2 07.11.15 | 16,6 19.12.15 | 40,9 2019  |
| Précipitations (mm)                   | 54,4           | 43,4          | 45,6          | 48,9          | 58,1          | 54,9          | 33            | 39,3          | 42,2          | 61,3          | 67,1          | 64,6          | 612,8      |

## Urbanisme

### Typologie
Au 1er janvier 2024, Bourgueil est catégorisée bourg rural, selon la nouvelle grille communale de densité à sept niveaux définie par l'Insee en 2022.
Elle appartient à l'unité urbaine de Bourgueil, une agglomération intra-départementale regroupant trois  communes, dont elle est ville-centre,,. La commune est en outre hors attraction des villes,.

### Occupation des sols
L'occupation des sols de la commune, telle qu'elle ressort de la base de données européenne d’occupation biophysique des sols Corine Land Cover (CLC), est marquée par l'importance des forêts et milieux semi-naturels (48,3 % en 2018), une proportion identique à celle de 1990 (48,3 %). La répartition détaillée en 2018 est la suivante : 
forêts (48,3 %), cultures permanentes (13,5 %), zones agricoles hétérogènes (13,3 %), prairies (8,1 %), zones urbanisées (7,9 %), terres arables (7,7 %), zones industrielles ou commerciales et réseaux de communication (1,2 %). L'évolution de l’occupation des sols de la commune et de ses infrastructures peut être observée sur les différentes représentations cartographiques du territoire : la carte de Cassini (XVIIIe siècle), la carte d'état-major (1820-1866) et les cartes ou photos aériennes de l'IGN pour la période actuelle (1950 à aujourd'hui).

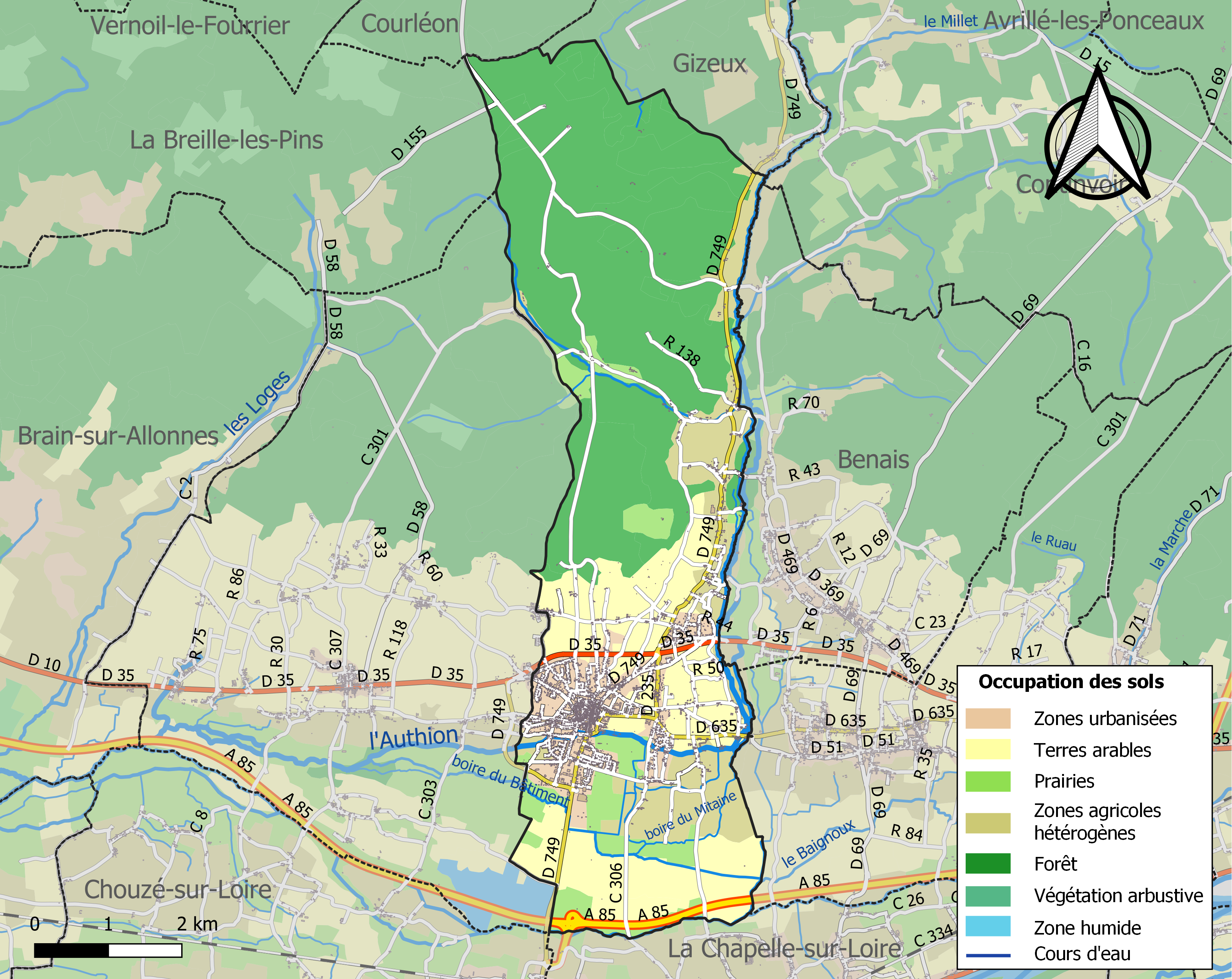
Carte des infrastructures et de l'occupation des sols de la commune en 2018 (CLC).

### Risques majeurs
Le territoire de la commune de Bourgueil est vulnérable à différents aléas naturels : météorologiques (tempête, orage, neige, grand froid, canicule ou sécheresse), inondations, feux de forêts et séisme (sismicité faible). Il est également exposé à deux risques technologiques, la rupture d'un barrage et le risque nucléaire. Un site publié par le BRGM permet d'évaluer simplement et rapidement les risques d'un bien localisé soit par son adresse soit par le numéro de sa parcelle.

#### Risques naturels
Certaines parties du territoire communal sont susceptibles d’être affectées par le risque d’inondation par débordement de cours d'eau, notamment l'Authion et le Lane. La commune fait partie du territoire à risques importants d'inondation (TRI) d'Angers-Authion-Saumur, un des 21 TRI qui ont été arrêtés fin 2012 sur le bassin Loire-Bretagne et portés à 22 lors de l'actualisation de 2018. Des cartes des surfaces inondables ont été établies pour trois scénarios : fréquent (crue de temps de retour de 10 ans à 30 ans), moyen (temps de retour de 100 ans à 300 ans) et extrême (temps de retour de l'ordre de 1 000 ans, qui met en défaut tout système de protection),. La commune a été reconnue en état de catastrophe naturelle au titre des dommages causés par les inondations et coulées de boue survenues en 1982, 1992, 1997, 1999 et 2018,.
Pour anticiper une remontée des risques de feux de forêt et de végétation vers le nord de la France en lien avec le dérèglement climatique, les services de l’État en région Centre-Val de Loire (DREAL, DRAAF, DDT) avec les SDIS ont réalisé en 2021 un atlas régional du risque de feux de forêt, permettant d’améliorer la connaissance sur les massifs les plus exposés. La commune, étant pour partie dans le massif de Bourgueil, est classée au niveau de risque 1, sur une échelle qui en comporte quatre (1 étant le niveau maximal).

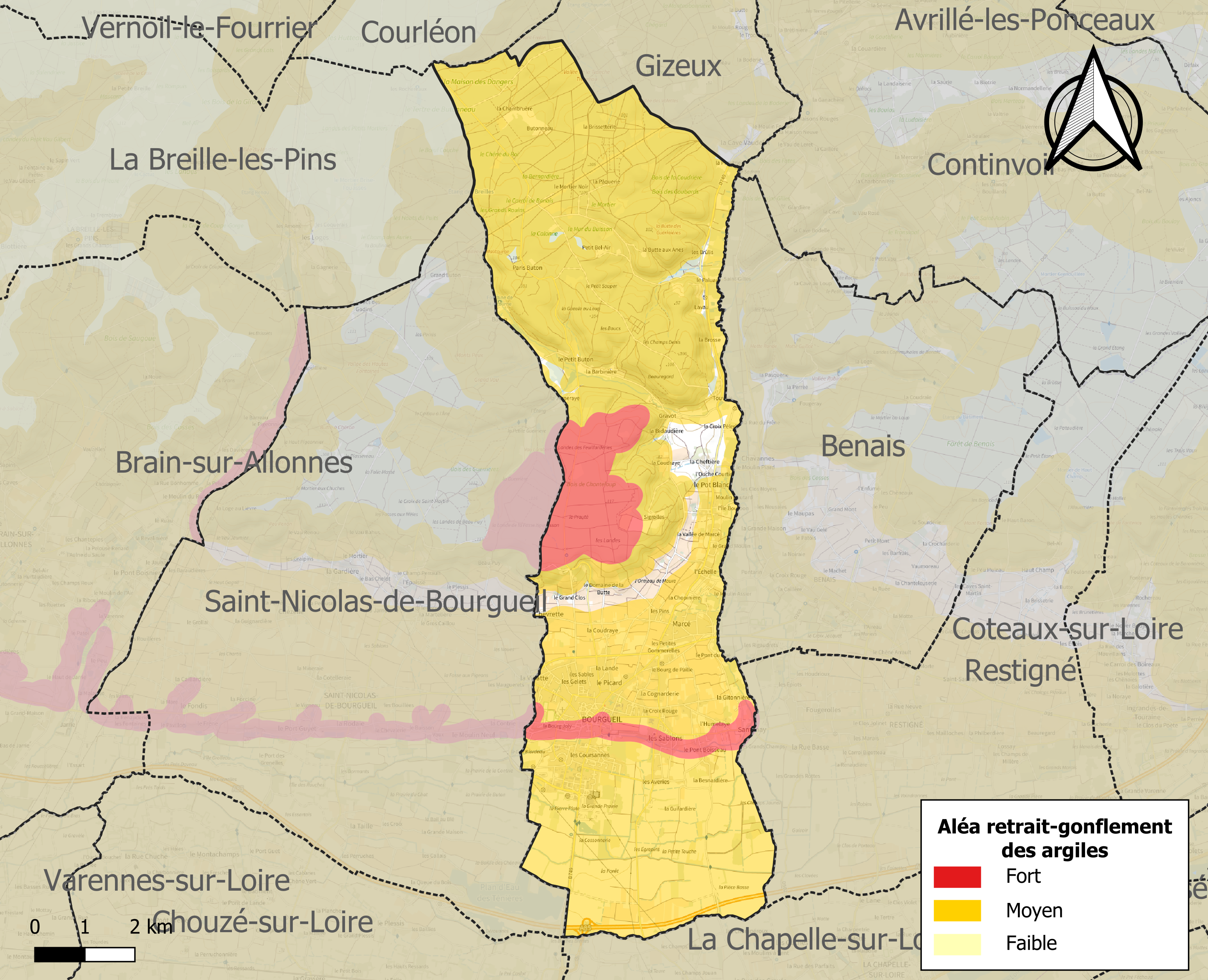
Carte des zones d'aléa retrait-gonflement des sols argileux de Bourgueil.

Le retrait-gonflement des sols argileux est susceptible d'engendrer des dommages importants aux bâtiments en cas d’alternance de périodes de sécheresse et de pluie. 95,4 % de la superficie communale est en aléa moyen ou fort (90,2 % au niveau départemental et 48,5 % au niveau national). Sur les 1 821 bâtiments dénombrés sur la commune en 2019, 1785 sont en aléa moyen ou fort, soit 98 %, à comparer aux 91 % au niveau départemental et 54 % au niveau national. Une cartographie de l'exposition du territoire national au retrait gonflement des sols argileux est disponible sur le site du BRGM,.
Concernant les mouvements de terrains, la commune a été reconnue en état de catastrophe naturelle au titre des dommages causés par la sécheresse en 1996 et par des mouvements de terrain en 1999.

#### Risques technologiques
Une partie du territoire de la commune est en outre située en aval d'une digue. À ce titre elle est susceptible d’être touchée par l’onde de submersion consécutive à la rupture de cet ouvrage.
En cas d’accident grave, certaines installations nucléaires sont susceptibles de rejeter dans l’atmosphère de l’iode radioactif. La commune étant située dans le périmètre immédiat de 5 km autour de la centrale nucléaire de Chinon, elle est exposée au risque nucléaire. À ce titre les habitants de la commune ont bénéficié, à titre préventif, d'une distribution de comprimés d’iode stable dont l’ingestion avant rejet radioactif permet de pallier les effets sur la thyroïde d’une exposition à de l’iode radioactif. En cas d'incident ou d'accident nucléaire, des consignes de confinement ou d'évacuation peuvent être données et les habitants peuvent être amenés à ingérer, sur ordre du préfet, les comprimés en leur possession.

## Histoire

### Généralités
Partie intégrante de la province d'Anjou et de son histoire, la région de Bourgueil (y compris le domaine du château de Gizeux et jusqu'à Château-la-Vallière) fut rattachée en 1790 au tout nouveau département d'Indre-et-Loire.
En 1343, le sel devient un monopole d'État par une ordonnance du roi Philippe VI de Valois, qui institue la gabelle, la taxe sur le sel. L'Anjou fait partie des pays de « grande gabelle » et comprend seize tribunaux spéciaux ou « greniers à sel », dont celui de Bourgueil.
Le 24 mai 1589, Duplessis-Mornay, gouverneur de Saumur (1589-1621), ne commande pas seulement la ville de Saumur, il prend la tête d'un gouvernement spécial qui est détaché de l'Anjou. Cette sénéchaussée de Saumur englobe, au nord de la Loire, le pays de Bourgueil.
Le pays bourgueillois (s'étendant jusqu'à Ingrandes vers l'est et jusqu'au château de Gizeux au nord) dépendra de la sénéchaussée de Saumur jusqu'à la Révolution française.

### La Révolution française
Le 11 novembre 1789, l'Assemblée Constituante ordonne aux députés des anciennes provinces de se concerter, afin de mettre en place un réseau de nouveaux départements d'environ 324 lieues carrées, soit 6 561 km² actuels.
Des réunions se tiennent dans l'hôtel du duc de Choiseul-Praslin, député de la noblesse de la sénéchaussée d'Angers.

Une trentaine de députés (des trois provinces constituant la généralité de Tours : Anjou, Maine et Touraine) envisagent de rétrocéder des territoires au Poitou et de subdiviser le domaine restant en quatre départements, autour des capitales traditionnelles, Tours, Angers et Le Mans, et autour de la ville de Laval, qui récupérerait des terres du Maine et de l'Anjou.
Le 12 novembre 1789, les représentants de Saumur se dissocient de cette décision. Les Saumurois plaident en faveur d'un département de Saumur situé au carrefour des trois provinces de l'Anjou, de la Touraine et du Poitou, avec Loudun pour le partage des pouvoirs. Ils accusent les représentants d'Angers de s'entendre avec leurs collègues du Maine et de Touraine pour le dépeçage de la sénéchaussée de Saumur. Ils les accusent également d'abandonner à la Touraine vingt-quatre paroisses anciennement angevines (autour de Château-la-Vallière et de Bourgueil).
 
Le mécontentement grandit, la population de Bourgueil manifeste pour son maintien dans l'Anjou et se solidarise avec Saumur.
Le 14 janvier 1790, l'Assemblée constituante de 1789 décrète que « Saumur et le Saumurois feront partie du département de l'Anjou ».
L'Assemblée constituante entérine cette structure le 22 juin 1790 et le roi le 25 juin 1790. Le pays bourgueillois est détaché du Saumurois et séparé de l'Anjou, pour intégrer le tout nouveau département d'Indre-et-Loire.

La sénéchaussée de Saumur en Anjou au XVIIIe siècle.
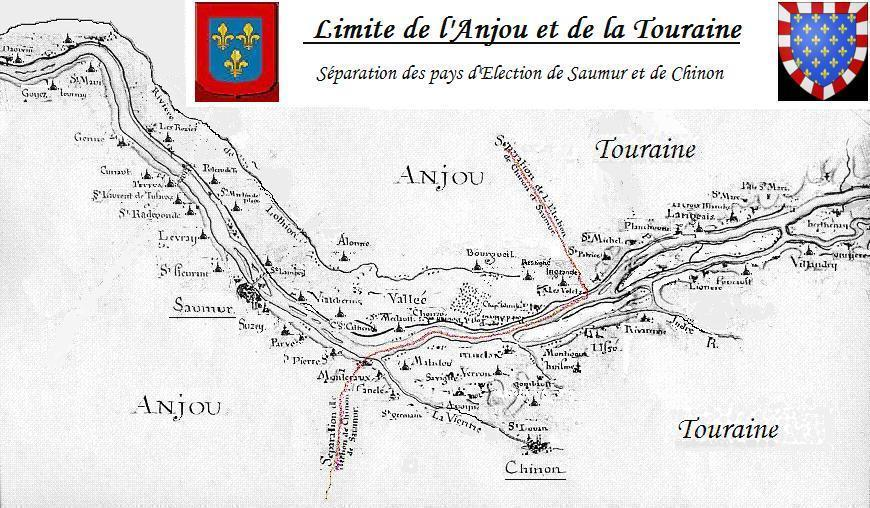
Bourgueil dans les limites du Saumurois et de l'Anjou sous l'Ancien régime.

### La Seconde Guerre Mondiale
Du 25 au 30 juin 1940, le parc du Château de La Rivière a servi de camp provisoire à des soldats français prisonniers des Allemands.
Près de 160 officiers et 8 000 hommes y ont été cantonnés. Les officiers logent dans le château et la ferme, tandis que les soldats sont répartis sur le domaine. Pour ces derniers, les conditions sont rudes, ce qui explique cet état des lieux
dressé après leur départ : “Il n’existe plus aucune trace de culture, la propriété est complètement dévastée, le sol piétiné et recouvert de détritus de toutes sortes (boîtes de conserves, bouteilles vides, verres brisés, objets d’équipement
et d’habillement), des trous creusés un peu partout… 
Les arbustes divers, arbres fruitiers brisés ou arrachés, la vigne détruite ou très abîmée pour environ 60%. N’ayant rien ou presque à manger, les prisonniers ont dû se contenter de ce qu’ils trouvaient sur place (fruits mûrs ou verts,
herbe, feuilles et écorces des arbres)”.

## Politique et administration

### Tendances politiques et résultats
| Scrutin             | Scrutin             | 1er tour | 1er tour  | 1er tour | 1er tour | 1er tour  | 1er tour | 1er tour | 1er tour  | 1er tour | 1er tour | 1er tour | 1er tour | 2d tour | 2d tour | 2d tour | 2d tour | 2d tour | 2d tour |
| Scrutin             | Scrutin             | 1er      | 1er       | %        | 2e       | 2e        | %        | 3e       | 3e        | %        | 4e       | 4e       | %        | 1er     | 1er     | %       | 2e      | 2e      | %       |
| ------------------- | ------------------- | -------- | --------- | -------- | -------- | --------- | -------- | -------- | --------- | -------- | -------- | -------- | -------- | ------- | ------- | ------- | ------- | ------- | ------- |
| Présidentielle 2017 | Présidentielle 2017 |          | EM        | 23,21    |          | LR        | 22,73    |          | FN        | 18,40    |          | LFI      | 18,27    |         | EM      | 67,31   |         | FN      | 32,69   |
| Présidentielle 2022 | Présidentielle 2022 |          | LREM      | 30,63    |          | RN        | 23,58    |          | LFI       | 16,15    |          | REC      | 6,20     |         | LREM    | 58,51   |         | RN      | 41,49   |
| Législatives 2022   | 5e                  |          | MoDem-Ens | 29,81    |          | RN        | 22,60    |          | PCF-Nupes | 20,19    |          | LR       | 9,82     |         | MoDem   | 57,07   |         | RN      | 42,93   |
| Législatives 2024   | 5e                  |          | RN        | 36,87    |          | MoDem-Ens | 26,94    |          | PCF-NFP   | 24,53    |          | LR       | 9,26     |         | MoDem   | 58,45   |         | RN      | 41,55   |

### Liste des maires
| Période                                  | Période                  | Identité                      | Étiquette | Qualité                                                  |
| ---------------------------------------- | ------------------------ | ----------------------------- | --------- | -------------------------------------------------------- |
| vers 1789                                |                          | Jean Beguin de Montlavé       |           |                                                          |
|                                          |                          | Adam Tallonneau de La Rivière |           |                                                          |
| Janvier 1870                             |                          | Eugène, Georges Dion          |           | Propriétaire                                             |
| 22 Mai 1870                              |                          | Edouard Orge                  |           | Propriétaire                                             |
| 11 Octobre 1870                          |                          | Michel Béguin                 |           | A titre provisoire                                       |
| 14 Mars 1871                             |                          | Dusoul                        |           | Notaire                                                  |
| 21 Janvier 1878                          |                          | Michel Béguin                 |           |                                                          |
| 13 Avril 1879                            |                          | Lemesle                       |           | Médecin                                                  |
| 7 Juillet 1881                           |                          | Armand Loiseleur              |           | Propriétaire                                             |
| 18 Mai 1884                              |                          | Arthur Lejouteux              |           | Ancien Sous-Préfet                                       |
| 5 Mai 1905                               | 1916                     | Emile Bienvenu                |           | Viticulteur                                              |
| 1916                                     |                          | Goupil de Bouillé             |           | Adjoint fait fonction maire à la suite du décès          |
| 1919                                     |                          | Cibot                         |           | Ancien Instituteur                                       |
| 17 Mai 1925                              |                          | Jean Causeret                 |           | Préfet                                                   |
| 2 Novembre 1930                          |                          | Charles Causeret              |           | Recteur d'Académie                                       |
| 5 Mars 1941                              |                          | René Arnault                  |           | Epicier en Gros                                          |
| 5 Décembre 1944                          |                          | Clément Moreau                |           | Boucher                                                  |
| 17 Mai 1945                              |                          | René Arnaultt                 |           | Epicier en Gros                                          |
| Mai 1953                                 |                          | Elie Breton                   |           | Charpentier                                              |
| 1971                                     | 1993                     | Jean Chamboissier             | DVD       | Pharmacien Conseiller général (1967-1979 puis 1985-1998) |
| mars 2001                                | 2008                     | Jean Dumont                   | DVD       | Conseiller général (1998-2004)                           |
| mars 2008                                | janvier 2013 (démission) | Pierre Junges                 | DVG       | Principal de collège Conseiller général (2004-2015)      |
| janvier 2013                             | 2020                     | Laurence Riguet               | DVG       |                                                          |
| 2020                                     | En cours                 | Benoît Baranger               | DVG       |                                                          |
| Les données manquantes sont à compléter. |                          |                               |           |                                                          |

### Jumelages
La commune est jumelée avec :
| Ville | Ville      | Pays | Pays      | Période     |
| ----- | ---------- | ---- | --------- | ----------- |
|       | Breganze   |      | Italie    | depuis 2001 |
|       | Reimlingen |      | Allemagne | depuis 1975 |

### Politique environnementale
Dans son palmarès 2016, le Conseil National des Villes et Villages Fleuris de France a attribué deux fleurs à la commune au Concours des villes et villages fleuris.

## Population et société

### Démographie

#### Évolution démographique
L'évolution du nombre d'habitants est connue à travers les recensements de la population effectués dans la commune depuis 1793. Pour les communes de moins de 10 000 habitants, une enquête de recensement portant sur toute la population est réalisée tous les cinq ans, les populations de référence des années intermédiaires étant quant à elles estimées par interpolation ou extrapolation. Pour la commune, le premier recensement exhaustif entrant dans le cadre du nouveau dispositif a été réalisé en 2006.

En 2022, la commune comptait 3 648 habitants, en évolution de −6,75 % par rapport à 2016 (Indre-et-Loire : +1,67 %, France hors Mayotte : +2,11 %).
| 1793  | 1800  | 1806  | 1821  | 1831  | 1836  | 1841  | 1846  | 1851  |
| ----- | ----- | ----- | ----- | ----- | ----- | ----- | ----- | ----- |
| 3 280 | 3 179 | 3 200 | 3 320 | 3 556 | 3 600 | 3 493 | 3 485 | 3 405 |

| 1856  | 1861  | 1866  | 1872  | 1876  | 1881  | 1886  | 1891  | 1896  |
| ----- | ----- | ----- | ----- | ----- | ----- | ----- | ----- | ----- |
| 3 400 | 3 416 | 3 381 | 3 304 | 3 310 | 3 207 | 3 274 | 3 143 | 3 102 |

| 1901  | 1906  | 1911  | 1921  | 1926  | 1931  | 1936  | 1946  | 1954  |
| ----- | ----- | ----- | ----- | ----- | ----- | ----- | ----- | ----- |
| 3 063 | 2 989 | 2 850 | 2 512 | 2 563 | 2 488 | 2 456 | 2 551 | 2 602 |

| 1962  | 1968  | 1975  | 1982  | 1990  | 1999  | 2006  | 2011  | 2016  |
| ----- | ----- | ----- | ----- | ----- | ----- | ----- | ----- | ----- |
| 3 093 | 3 631 | 3 620 | 4 136 | 4 001 | 4 109 | 3 923 | 3 872 | 3 912 |

| 2021  | 2022  | - | - | - | - | - | - | - |
| ----- | ----- | - | - | - | - | - | - | - |
| 3 728 | 3 648 | - | - | - | - | - | - | - |

#### Pyramide des âges
La population de la commune est relativement âgée.
En 2018, le taux de personnes d'un âge inférieur à 30 ans s'élève à 30,4 %, soit en dessous de la moyenne départementale (34,9 %). À l'inverse, le taux de personnes d'âge supérieur à 60 ans est de 34,5 % la même année, alors qu'il est de 27,8 % au niveau départemental.
En 2018, la commune comptait 1 850 hommes pour 2 056 femmes, soit un taux de 52,64 % de femmes, légèrement supérieur au taux départemental (51,91 %).
Les pyramides des âges de la commune et du département s'établissent comme suit.
| Hommes | Classe d’âge | Femmes |
| ------ | ------------ | ------ |
| 0,9    | 90 ou +      | 3,5    |
| 11,6   | 75-89 ans    | 15,7   |
| 18,2   | 60-74 ans    | 18,8   |
| 20,2   | 45-59 ans    | 18,4   |
| 15,8   | 30-44 ans    | 16,0   |
| 15,0   | 15-29 ans    | 12,8   |
| 18,4   | 0-14 ans     | 14,9   |

| Hommes | Classe d’âge | Femmes |
| ------ | ------------ | ------ |
| 0,9    | 90 ou +      | 2,2    |
| 7,9    | 75-89 ans    | 10,2   |
| 17,3   | 60-74 ans    | 18,1   |
| 19,8   | 45-59 ans    | 19,1   |
| 17,9   | 30-44 ans    | 17,2   |
| 18,5   | 15-29 ans    | 17,5   |
| 17,6   | 0-14 ans     | 15,6   |

### Enseignement
Bourgueil se situe dans l'Académie d'Orléans-Tours (Zone B) et dans la circonscription de Langeais. La commune compte plusieurs établissements scolaires.
- École maternelle publique Juteau
- École élémentaire publique Albert Ruelle
- École primaire privée Saint Germain
- Collège Pierre de Ronsard[46]
- Collège privé Le Jouteux[47]
- Maison Familiale Rurale de Bourgueil.

### Garderie
- Galipettes est géré par l'Association Petite Enfance du Pays de Bourgueil. Il y a une possibilité d'accueil régulier ou occasionnel.

## Économie

### Viticulture
Bourgueil est au cœur du vignoble de Touraine, sur les coteaux du Val de Loire, produisant des vins rouges réputés qui furent célébrés par Ronsard, par Rabelais et par Honoré de Balzac dans Maître Cornélius, (1831) où Louis XI demande « qu'on lui fasse servir du bon vin de Bourgueil à table».
Outre l'AOC Bourgueil, d'autres vins peuvent être produits comme le Touraine, le Crémant de Loire, l'IGP Val de Loire et le Rosé de Loire.

## Culture locale et patrimoine

### Lieux et monuments

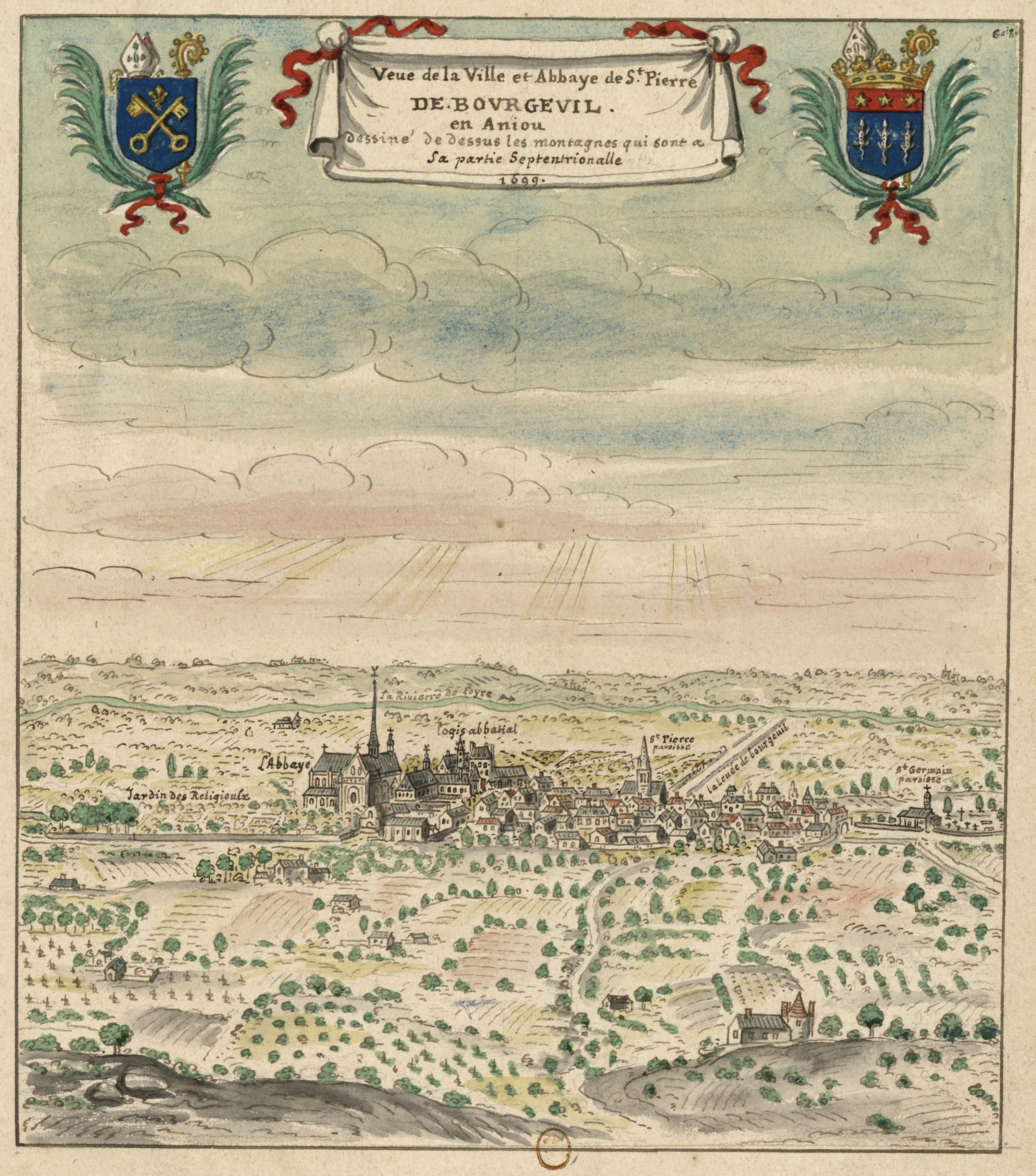
L’abbaye Saint-Pierre de Bourgueil et la ville de Bourgueil.

L'abbaye Saint-Pierre de Bourgueil était une importante abbaye bénédictine, fondée en 990 par Emma, comtesse de Blois, fille de Thibaud Ier « le Tricheur », comte de Blois
En 1156, Henri II Plantagenêt y tint les États Généraux de ses provinces.
En 1208, le pape Innocent III prit l’abbaye sous sa protection directe.
Mise en commende au XVIe siècle, elle adopta la règle de saint Maur en 1630.
Cette abbaye fut autrefois l’une des plus riches d’Anjou. Cet ensemble imposant est célèbre pour ses vastes jardins chantés par Ronsard. L'abbaye de Bourgueil fut ruinée à la Révolution.
L’église Saint-Germain a pour caractéristique de présenter une nef romane contrastant avec un chœur gothique.

### Personnalités liées à la commune
- Baudri de Bourgueil (1045-1130), chroniqueur et prélat, tient son nom du fait qu'il était abbé de l'abbaye de Bourgueil en 1089.
- Moïse Amyraut (1596-1664), théologien protestant.
- Albert Ruelle (1754-1805), notaire royal, juriste, député à la Convention et au Conseil des Cinq-Cents.
- Jean Menier (1795-1853), né à Bourgueuil, fondateur de l'entreprise Menier en 1816.
- Octave Foucher, (1862 à Bourgueil-1933 à Paris), homme politique, maire, député d'Indre-et-Loire puis sénateur.
- Jean Carmet (1920-1994), acteur et scénariste français.

Dans la généalogie acadienne, Bourgueil est connu pour être le lieu de naissance de Guillaume Trahan.

### Héraldique
|  | Les armoiries de Bourgueil se blasonnent ainsi : D'azur à deux clefs d'or passées en sautoir, liées en cœur d'argent, surmontées de trois fleurs de lys aussi d'or rangées en chef. |